# 게로 1세

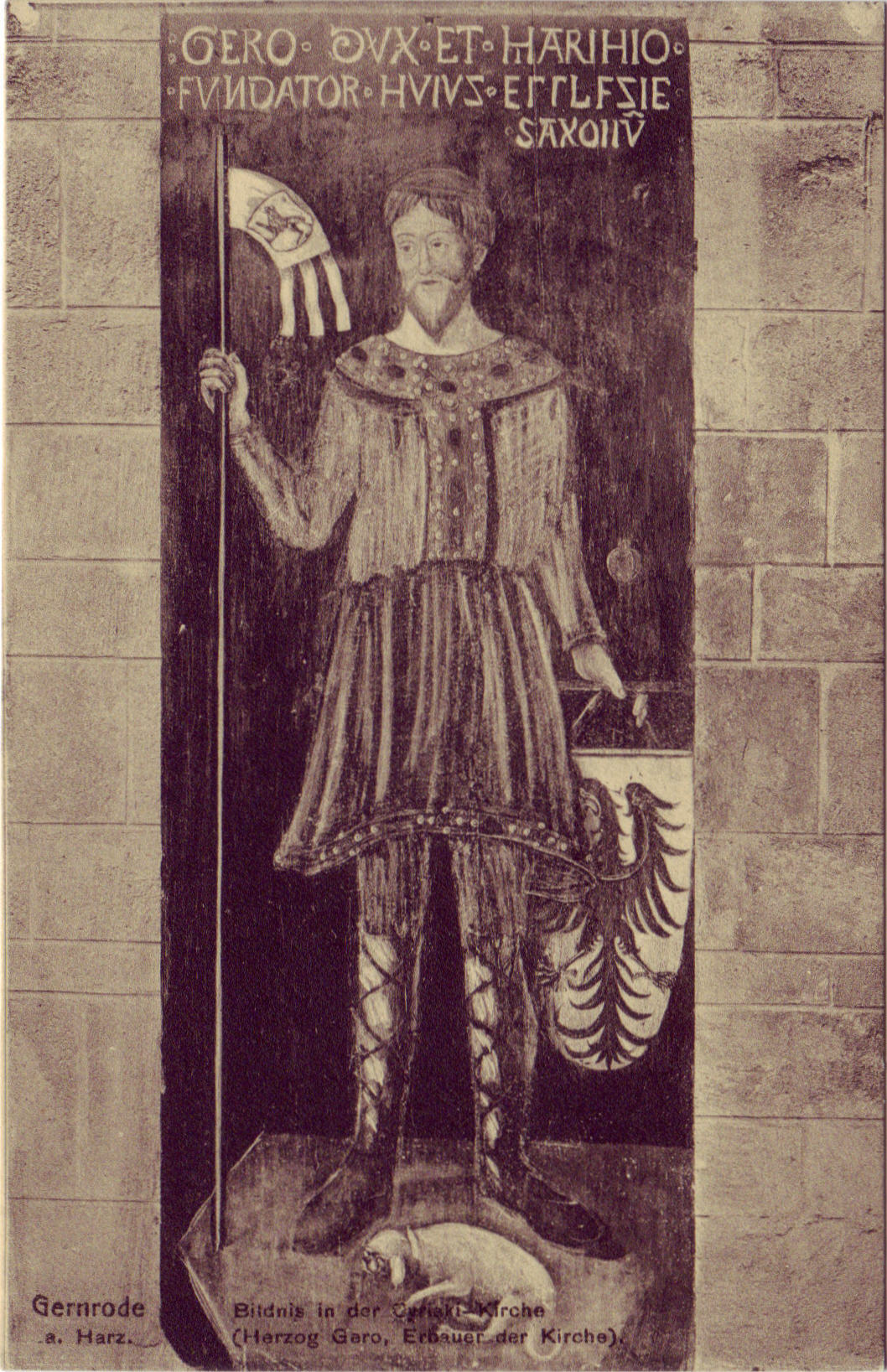

게로 1세(Gero I, 900년경 ~ 965년 5월 20일)은 동프랑크 왕국의 귀족으로, 10세기 중반 동안 작센의 동방식민운동을 주도한 인물이다. 종종 대공(라틴어: magnus)이라는 칭호가 붙는다. 그는 초기에 메르제부르크(오늘날 독일 작센안할트주 남부)를 중심으로 한 작은 변경백국의 통치자였으나, 이후 넓은 동부 변경지대로 영지를 확장하였고 이 영토는 그의 이름을 따서 게로 변경(Marca Geronis)이라 불린다.

## 같이 보기
- 오스트마르크 (작센)
- 게른로데